# PCP4L1
PCP4L1 (англ. Purkinje cell protein 4 like 1) – білок, який кодується однойменним геном, розташованим у людей на 1-й хромосомі. Довжина поліпептидного ланцюга білка становить 68 амінокислот, а молекулярна маса — 7 476.
| 10         |  | 20         |  | 30         |  | 40         |  | 50         |
| ---------- |  | ---------- |  | ---------- |  | ---------- |  | ---------- |
| MSELNTKTSP |  | ATNQAAGQEE |  | KGKAGNVKKA |  | EEEEEIDIDL |  | TAPETEKAAL |
| AIQGKFRRFQ |  | KRKKDPSS   |  |            |  |            |  |            |

A: Аланін

D: Аспарагінова кислота

E: Глутамінова кислота

F: Фенілаланін

G: Гліцин

I: Ізолейцин

K: Лізин

L: Лейцин

M: Метіонін

N: Аспарагін

P: Пролін

Q: Глутамін

R: Аргінін

S: Серин

T: Треонін

Кодований геном білок за функцією належить до фосфопротеїнів. 